# Сардаров, Карахан
Карахан Сардаров (1905—1952) — советский государственный, политический и общественный деятель Таджикской ССР; кавалер ордена Трудового Красного Знамени Таджикской АССР, двух орденов Красного Знамени РСФСР, ордена Знак Почёта.

## Биография
Уроженец кишлака Мирзобек Керкинского бекства Бухарского эмирата. По происхождению — туркмен. В возрасте 15 лет — в 1920 году переехал в кишлак Пас-Арик (Джиликуль-амлоки) Кубадианского бекства, где батрачил у местного бая.
В 1925 году переселился в к. Кокташ, через два года ставший райцентром Локай-Таджикского района Таджикской АССР, где стал активистом установления народной власти — политического режима советской власти «новой жизни» — в одном из регионов бывшего Бухарского эмирата.
Участник народного сопротивления басмачеству. Известен под именем Корахон Сардор (тадж.: сардо́р [сардо́р] — в значении «командир, начальник»; (перс. «سردار» [sardār] — «глава; руководитель, начальник»). Под его командованием действовал местный Кокташский добровольческий дехканский отряд самообороны краснопалочников; об этом периоде в истории Таджикистана описано писателем Улуг-заде в героической драме, озаглавленной «Краснопалочники» (Калтакдорони сурх).
23 июня 1931 года участвовал в очередной спецоперации по борьбе с басмачами, в составе специального отряда ОГПУ РККА, которым командовал Мукум Султанов. Был одним из четверых героев, участвовавших в поимке и пленении злейшего врага советской власти, предводителя басмачества — Ибрагим-бека, в течение длительного времени — с 1922 по 1931 гг., оказывавшего вооружённое сопротивление советской власти. Приказом Реввоенсовета РККА от 27 июля 1931 г.: «За активное участие в ликвидации банд Ибрагим-бека и пленении последнего в июне 1931 г.» — награждён орденом Красного Знамени РСФСР
Согласно документам, хранящимся в архиве Хукумата района Рудаки Таджикистана, касающихся биографии Сардарова Карахана — состоял в должности заместителя командира Отряда № 2 иррегулярной таджикской милиции — органов охраны правопорядка и законности молодой национальной республики — Таджикской ССР, одного из союзных государств в составе СССР. После окончания в 1940—1941 гг. в г. Сталинабаде Курсов партийных и советских работников при ЦК КП(б) Таджикской ССР работал Председателем Яванского районного Исполнительного Комитета, затем — заместителем Наркома пищевой промышленности Таджикской ССР.
Умер 21 октября 1952 года от гепатита А. Похоронен на кладбище «Бачамазор» Сомониёна.

## Награды
- 1926 — орден Красного Знамени
- 1927 — удостоен нагрудного Знака «10 лет Октябрьской революции»
- 1929 — удостоен высшей награды Республики нагрудного знака Отличия Таджикской АССР
- 1930 — Орден Красного Знамени Таджикской ССР
- 1932 — орден Красного Знамени[6]
- 1945 — орден Отечественной войны II степени
- 1951 — орден Знак Почёта

18 апреля 1981 года награды и документы Сардарова Карахана (в количестве 15 ед.хранения), в том числе ордена: Красного Знамени РСФСР № 9152, Трудового Красного Знамени Таджикской АССР № 52, Красного Знамени СССР № 71515, Знак Почёта № 40440, Отечественной войны II степени № 297310 по Акту приёма-сдачи были даны в дар Государственному ордена Ленина Историческому музею Министерства культуры СССР (ГИМ); даритель — сын Сардарова К. Караханов Дурман.

## Память
- Именем Сардарова Карахана в 1938 году назван пгт Кокташ, райцентр Кокташского района Таджикской ССР]]; в 1970 году переименован в пгт Ленинский.
- Именем Сардарова Карахана названа одна из улиц в пгт Сомониён, административном центре района Рудаки Таджикистана.
- В память о Сардарове Карахане, герое борьбы за установление советской власти в Таджикистане, установлен памятник — бюст на территории Мемориального комплекса в пгт Сомониён, посвящённого выдающимся событиям в истории Таджикской ССР.